# Plarail
Plarail（台灣稱為陪樂兒， 中國大陸稱為普樂路路）是日本Takara Tomy公司推出作為兒童取向的鐵道模型商品，自1959年開始發售第一款模型，之後經過不斷改良之下，目前除一般鐵道玩法之外，亦有地下鐵（捷運）、單軌電車及懸空單軌電車等新玩法。列車或聲控產品需安裝乾電池使其驅動。

## 主要產品

### 一般發售
除日本國內發售之外，也出口至海外通路販售。
- 部份JR列車（含日本國鐵時代）
- 新幹線
- Plarail Advance系列（2012年停售）
- 新幹線戰士
- PLARAIL REAL CLASS系列
- 部份私鐵列車
- 部份地下鐵列車
- 場景組
- 散裝組件、場景
- 湯瑪士小火車

### 海外發售
部份海外列車日本國內並未發售，而是當地限定或是已絕版商品。

#### 歐洲
- 歐洲之星英國鐵路373型（同時於日本國內作一般發售，已停產）

#### 法國
- TGV-PSE（同時於日本國內作一般發售，已停產）
- TGV-A（已停產）

#### 臺灣
臺灣高速鐵路
- 700T型列車（2007年在臺灣上市，日本未發售）
- 700T型列車 (卡娜赫拉的小動物高鐵彩繪)（2021年在臺灣上市，日本未發售）

臺灣鐵路管理局
- TEMU1000型太魯閣號（2011年在臺灣上市，日本未發售）
- TEMU2000型普悠瑪號（2013年在臺灣上市，日本未發售）
- TEMU1000型新太魯閣 Hello Kitty號 彩繪列車（2016年在臺灣上市，日本未發售）
- 台鐵E200型電力機車（2024年在臺灣上市，日本未發售）
- 台鐵EMU3000型電聯車新自強號（2025年在臺灣上市，日本未發售）

桃園捷運公司
- 桃園捷運1000型電聯車（2018年12月在臺灣上市，日本未發售）
- 桃園捷運2000型電聯車（2018年12月在臺灣上市，日本未發售）

台北捷運公司
- 台北捷運文湖線BT370型電聯車（2023年在臺灣上市，日本未發售）

#### 香港
香港鐵路
- 港鐵現代化列車 (直流電) (2009年初次發售，2018年再次生產，日本未發售)
- 港鐵近畿川崎電動列車 (交流電) (2011年初次發售，2018年、2024年再次生產，日本未發售)
- 港鐵 Adtranz-CAF 電動列車 (直流電) 機場快綫 (2015年初次發售，2020年再次生產，日本未發售)

香港高速鐵路
- 港鐵動感號高速電車組 (2022年初次發售，日本未發售)

#### 中国
中國高速鐵路
- 和諧號CRH2 (2010年初次發售，曾於部份日本國內的Plarail博作會場限定商品)

#### 泰國
曼谷大眾運輸系統 EMU-A型

## 外部連結
- Plarail官方網站（页面存档备份，存于）